# 議会費
議会費（ぎかいひ）は、国や地方自治体の歳出で、議員の報酬などに使われるお金。

## 議会費に含まれる支出
- 議員の報酬
- 議会の運営に関する費用

## 事例
- 近年、議員報酬や議員に支出される政務調査費等の支出に関して問題になるケースがある。